# 托马斯·弗莱明
托马斯·弗莱明（德語：Thomas Flemming，1967年7月14日—），德国男子游泳运动员。他曾代表东德参加1988年夏季奥林匹克运动会游泳比赛，获得一枚银牌和一枚铜牌。